# Schuursikkelmot
De schuursikkelmot (Borkhausenia minutella) is een vlinder uit de familie sikkelmotten (Oecophoridae). De wetenschappelijke naam is gepubliceerd in 1758 door Linnaeus  in de tiende editie van Systema naturae.

## Uiterlijk
De kleine mot heeft een spanwijdte van 10-14 mm. Hij heeft een leigrijze kleur, met op de voorvleugels lichtgele markeringen.

## Levenswijze
De soort komt voor in Europa, vaak rond traditionele boerderijen en wordt regelmatig gevonden in kippennesten. De volwassen dieren vliegen van mei tot juni en de rupsen voeden zich met gedroogde vruchten en zaden.